# Eugène-André Oudiné
Eugène-André Oudiné, né le 1er janvier 1810 à Paris, où il meurt dans le 6e arrondissement le 11 avril 1887, est un sculpteur et médailleur français.

## Biographie
L’un des meilleurs élèves d’André Galle, dont il a épousé la petite-fille, Oudiné a ensuite travaillé dans l’atelier de Jean-Auguste-Dominique Ingres et dans celui de Louis Petitot. En 1831, il a obtenu le grand prix de Rome en gravure de médaille et pierre fine.
Un de ses envois de Rome, le Gladiateur blessé, très remarqué au Salon de 1837, lui a valu une deuxième médaille. À son retour de Rome, il a été attaché au Timbre, et plus tard à la Monnaie de Paris pendant plus de quarante ans. Sans abandonner complètement la sculpture, il s’est alors occupé plus spécialement de gravures en médailles, où il a bientôt acquis réputation de graveur européenne. On lui doit la plupart des modèles exécutés pour la frappe des pièces et des médailles françaises. Presque toutes celles de cette époque sont de lui. Il est l’auteur de plusieurs monnaies dont la pièce de 5 francs 1849 et 1850 en argent à la tête de Cérès de la Deuxième République, qui remplace l’écu de type Dupré à l'Hercule, de 1848. De 1837 à 1887, il a été le graveur officiel du ministère des Finances.
Il a également dessiné et gravé les timbres-télégraphe ainsi que les timbres pour journaux émis en 1868. Ses créations concernent également les timbres fiscaux : « Aigle de face » des timbres de dimension ; « Aigle de trois-quart » des articles d'argent et des récépissés de chemins de fer, type « Chiffres » et « Monnaie Syracusaine » des timbres d'affiches, de connaissements, de copies, de dimension et de quittances ; type « Galère » des rôles d'équipage et type « Groupe allégorique » qui va servir pour les timbres fiscaux d'effets de commerce entre 1874 et 1885.
Il est retenu pour les effigies des pièces de monnaie françaises républicaines d'usage courant de 1, 2, 5, et 10 centimes en bronze, et de 50 centimes, 1 et 2 francs en argent, à partir de 1870, de type Cérès, et il a également exécuté un bon nombre de statues, et a obtenu de nombreuses récompenses aux expositions annuelles, ainsi que la croix de chevalier de la Légion d'honneur, le 16 août 1857. Il était également membre de l’Académie des beaux-arts de Bruxelles.
Il a eu pour élèves, entre autres, Jules Chaplain et Hubert Ponscarme.
Par un arrêté du 13 janvier 1934, la Ville de Paris a donné son nom à une rue du 13e arrondissement. En 1861, il a fait construire la villa Oudiné à Étretat par l'architecte Joseph Uchard.

## Œuvres dans les collections publiques
- Angers : Psyché.
- Aurillac : Psyché endormie.

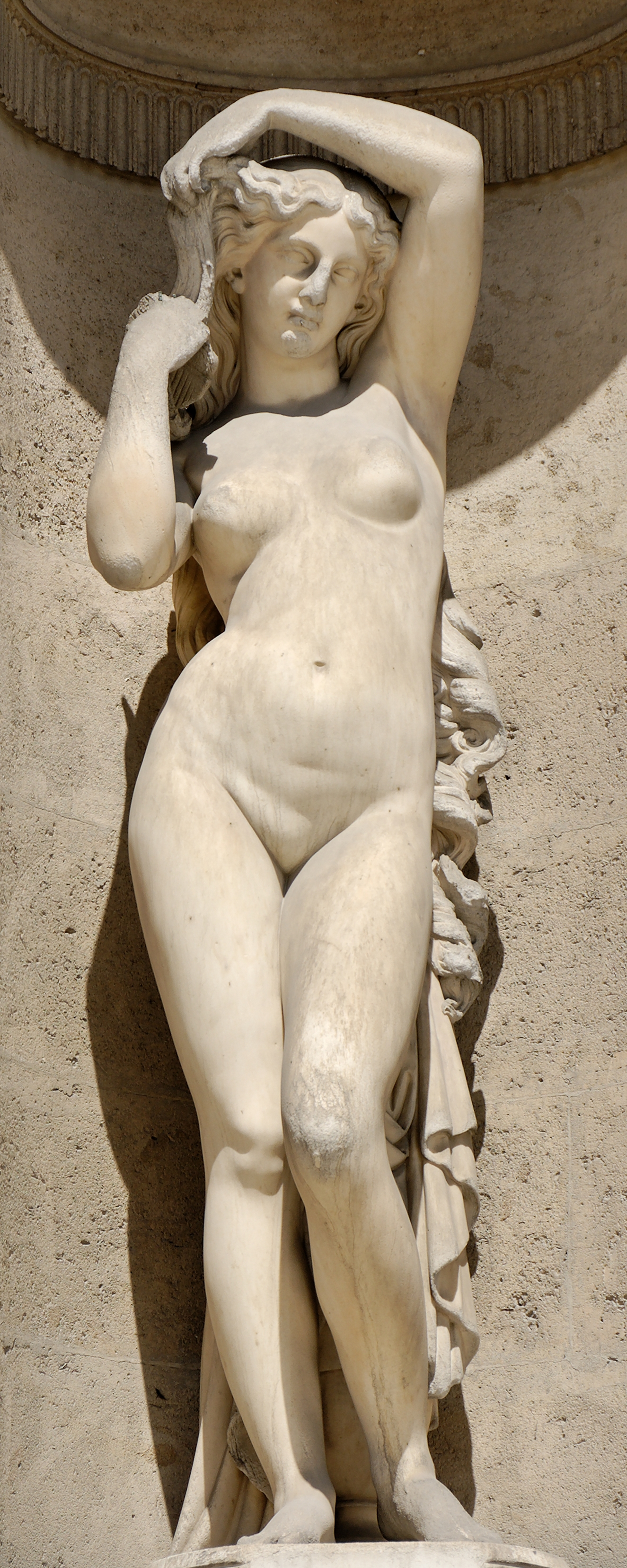
Bethsabée (1859), Paris, palais du Louvre, façade nord de la cour Carrée.

- Beaufort-en-Vallée : Napoléon III.
- Bourg-en-Bresse : Mort de Psyché.
- Cambrai : Psyché endormie.
- Chartres : André Félibien, sieur des Avaux et de Javercy, architecte et historiographe français.
- Clamecy : André Dupin, buste en marbre.
- Moulins : Mort de Psyché.
- Le Puy-en-Velay : La Charité.
- Paris :
  - jardin du Luxembourg : Berthe, 1848, statue en pierre de la série des Reines de France et Femmes illustres.
  - palais du Louvre, façade nord de la cour Carrée : Bethsabée, 1859, statue en pierre.
  - cimetière du Père-Lachaise (57e division) : Hippolyte Flandrin, buste en marbre blanc ornant la tombe du peintre.
  - mairie du 12e arrondissement de Paris : sur la clé de voûte, tête de femme sculptée représentant La Ville de Paris.
- Saint-Étienne : André Galle.
- Toulon : Psyché morte.
- Versailles : 
  - Charles de Gondi ;
  - Jacques de Châtillon, sire de Dampierre amiral de France ;
  - André Félibien ;
  - Catherine de Clèves, comtesse d'Eu et princesse de Château-Renault, buste en marbre ;
  - Hélène de Melun, comtesse de Berlaimont ;
  - Guillaume Du Châtel ;
  - Jean-Auguste-Dominique Ingres.

Œuvres d'Eugène-André Oudiné
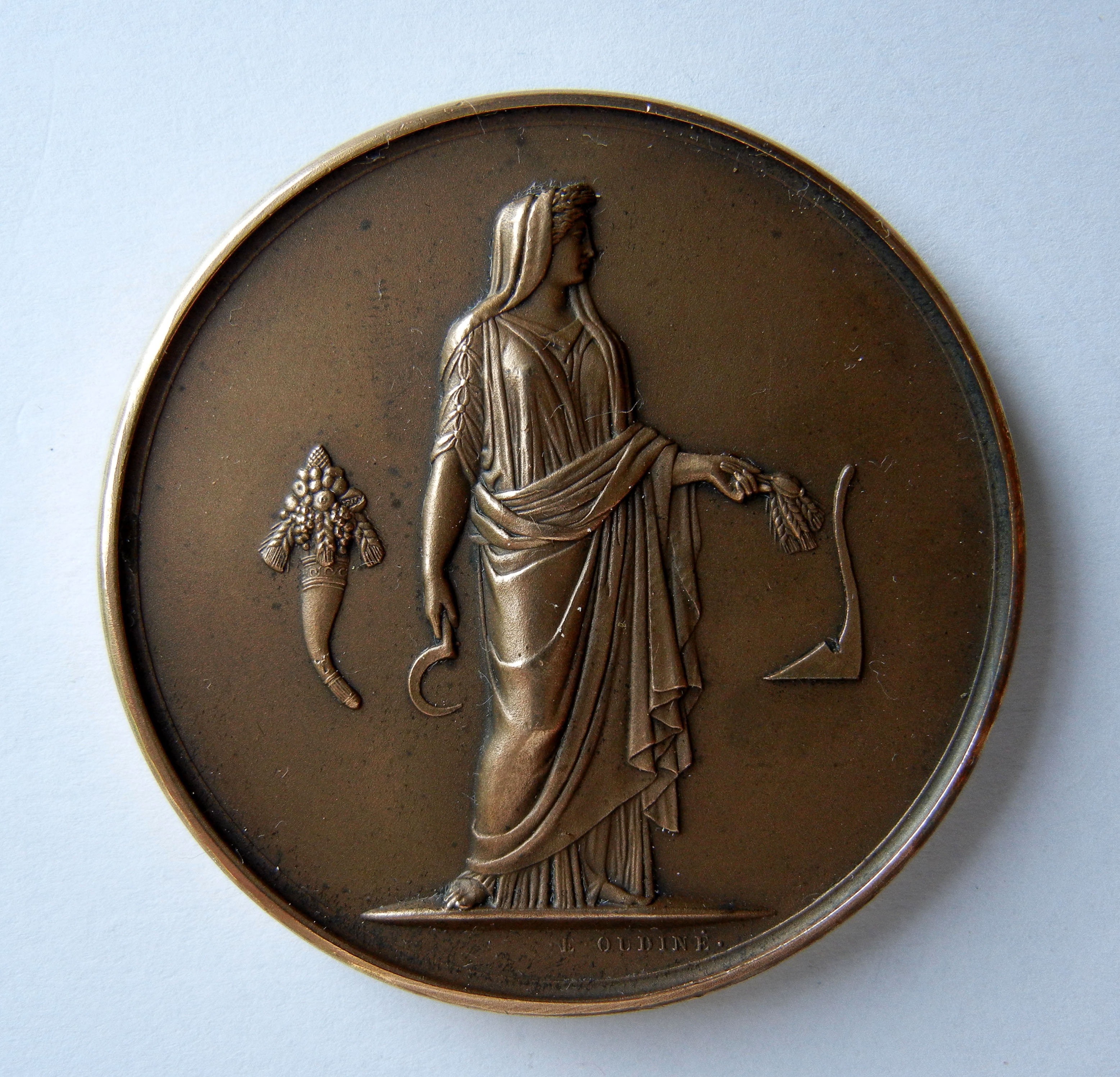
Céres, médaille en bronze.
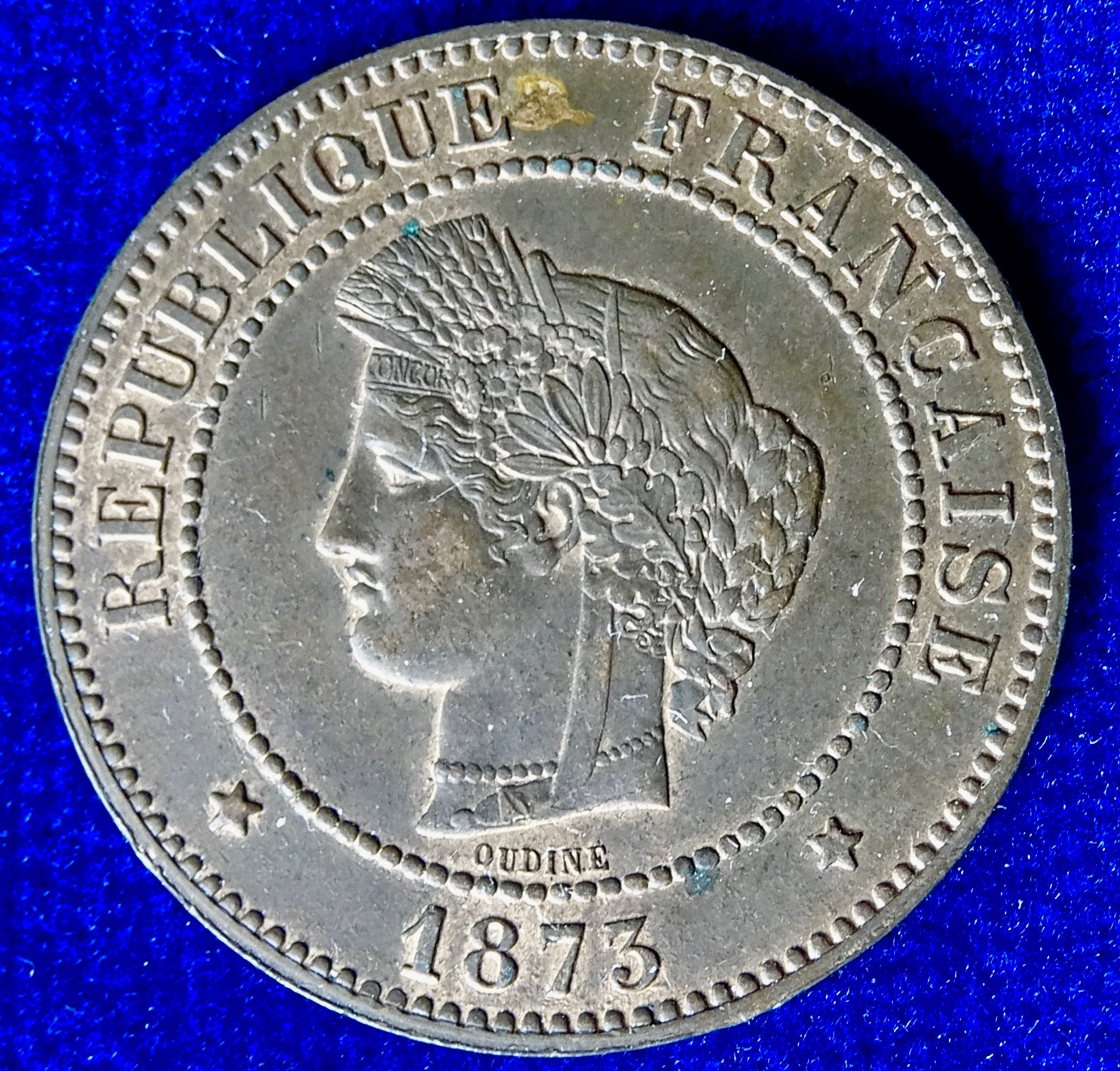
Pièce de 5 centimes type Cérès (bronze, 1873).
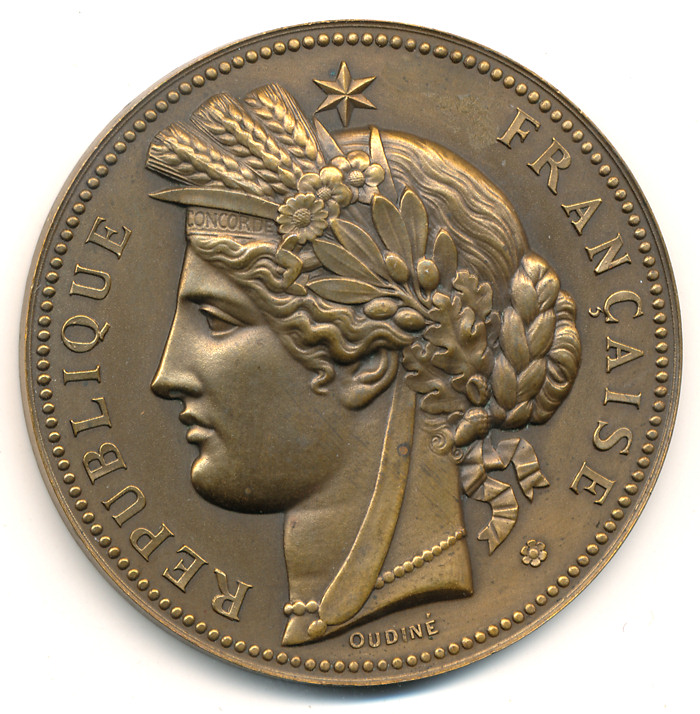
République française (1845), médaille en bronze, 50 mm, avers.
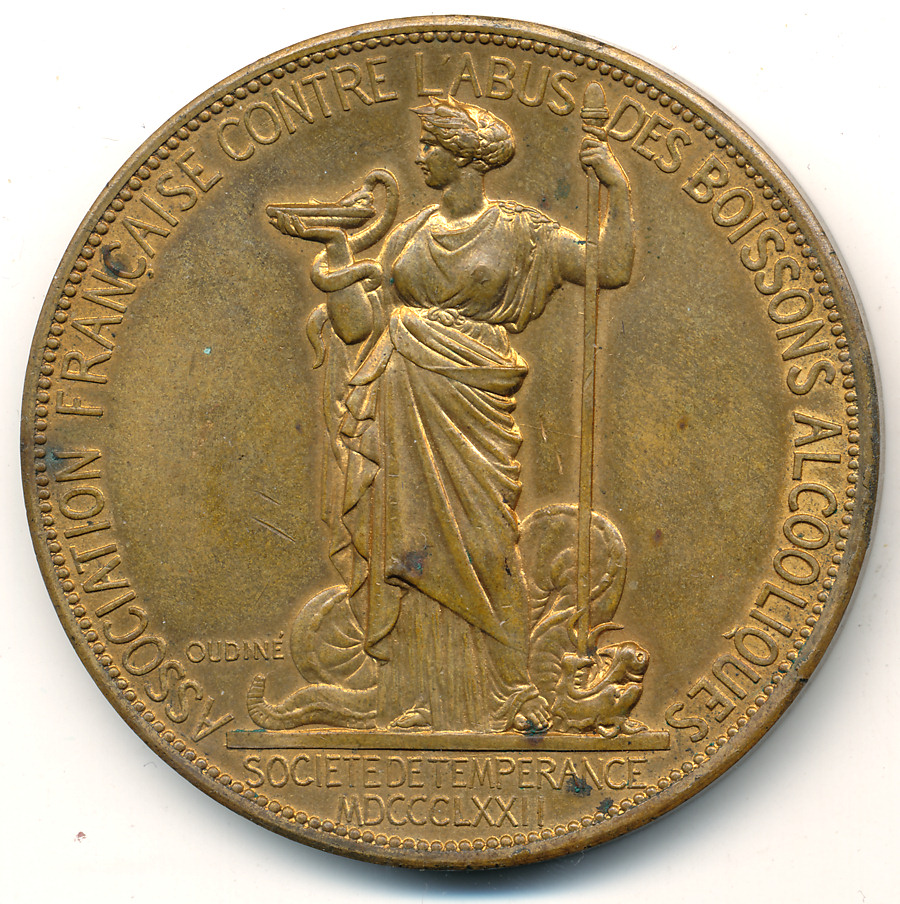
Association française contre l'abus des boissons alcooliques, Société de tempérance. 1872, médaille en bronze, 51 mm, avers.
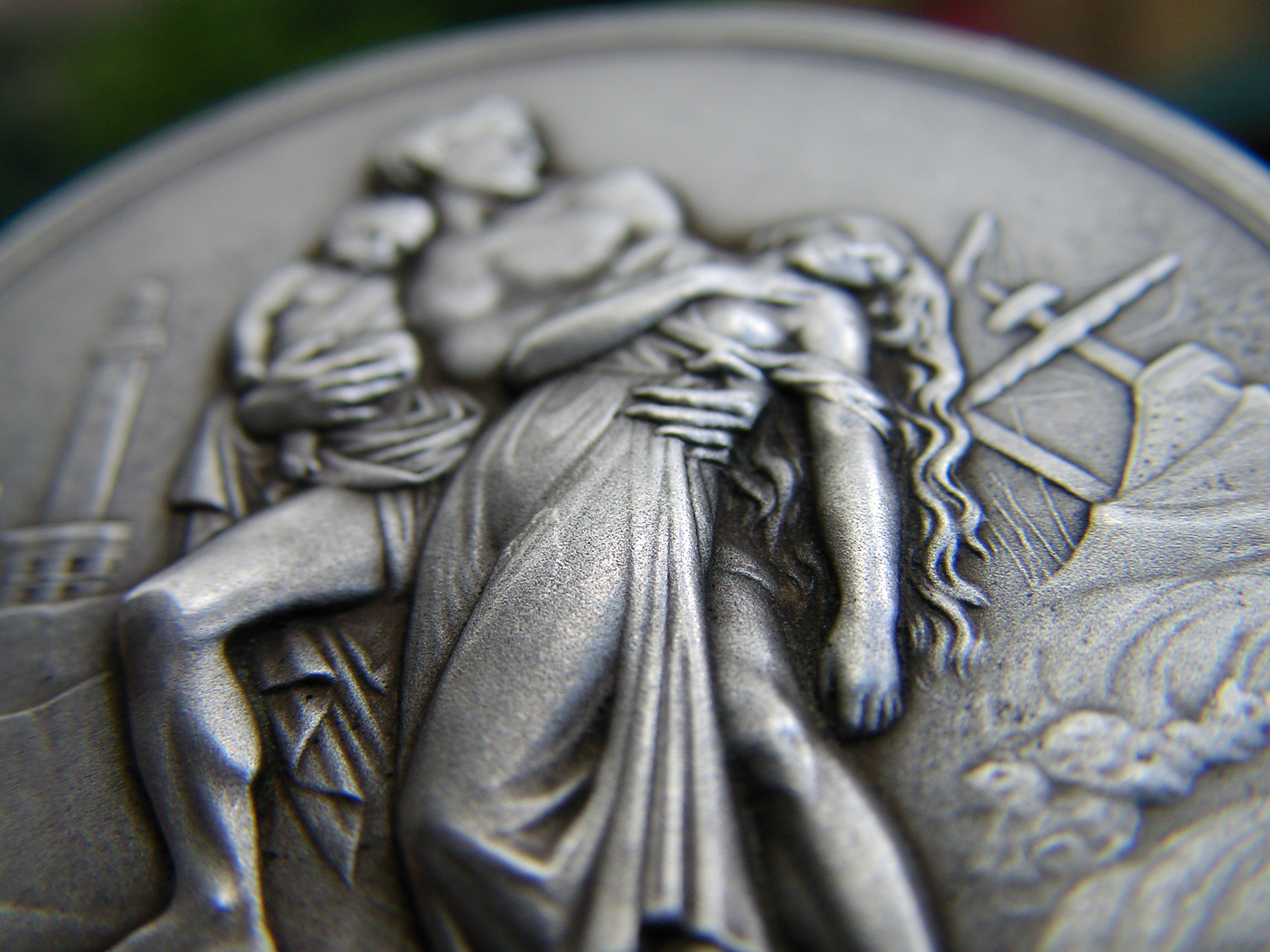
Épargne du Sauveteur Français (vers 1902, détail), médaille.